# Athysanella furnaca
Athysanella furnaca är en insektsart som beskrevs av Blocker 1988 . Athysanella furnaca ingår i släktet Athysanella och familjen dvärgstritar. Inga underarter finns listade i Catalogue of Life.